# Pseudocopris lunaticeps
Pseudocopris lunaticeps là một loài bọ cánh cứng trong họ Bọ hung (Scarabaeidae).